# Parepigynum funingense
Parepigynum es un género monotípico de fanerógamas perteneciente a la familia Apocynaceae. Contiene una única especie: Parepigynum funingense Tsiang & P.T.Li. Es originario  de China, de Guizhou y Yunnan.

## Descripción
Son lianas leñosas, grandes, con látex blanco. Hojas opuestas. Las inflorescencias en cimas corimbosas, terminales y axilares, pedunculadas. Cáliz glandular entre los sépalos. Los folículos, estrechamente fusiformes, connados distalmente, se separan cuando maduran. Semillas angostamente elípticas.

## Taxonomía
Parepigynum funingense fue descrito por Tsiang & P.T.Li y publicado en Acta Phytotaxonomica Sinica 11(4): 395–396, pl. 54. 1973.